# Chinook-Pass
Der Chinook-Pass ist ein Gebirgspass an der Rymill-Küste des Palmerlands im Südteil der Antarktischen Halbinsel. Er führt von der Föhn Bastion zu den Wright Spires. Er gilt als geeignete Hundeschlittenroute für den Überlandweg südlich der Brindle Cliffs.
Das UK Antarctic Place-Names Committee benannte den Pass 1977 nach dem Chinook, dem warmen Fallwind an der Ostseite der Rocky Mountains.